# His Last Walk
| Оценки критиков | Оценки критиков |
| Источник        | Оценка          |
| --------------- | --------------- |
| Rocklouder      | ссылка          |
| AbsolutePunk    | (81%) ссылка    |

His Last Walk — дебютный полноформатный студийный альбом американской металкор-группы Blessthefall, выпущенный 10 апреля 2007 года.

## Об альбоме
His Last Walk вышел до того, как Blessthefall стали исполнять его в рамках своего турне Taste of Chaos. С самого начала альбом не имел большой коммерческой отдачи. Было выпущено 5 видеоклипов на композиции: «Guys Like You Make Us Look Bad», «Higinia», «Rise Up», «Black Rose Dying» и «A Message To The Unknown». К последней песне «His Last Walk» есть секретный трек, где участники коллектива шутят и поют песню с текстом «Purple dog on Sunday afternoon/With my yellow duck his name is pooh/Like to feed him old dirty biscuits/Cuz I like to save my Triscuits».

## Список композиций
| №   | Название                         | Длительность |
| --- | -------------------------------- | ------------ |
| 1.  | «A Message To The Unknown»       | 3:32         |
| 2.  | «Guys Like You Make Us Look Bad» | 3:55         |
| 3.  | «Higinia»                        | 2:46         |
| 4.  | «Could Tell A Love»              | 2:51         |
| 5.  | «Rise Up»                        | 3:42         |
| 6.  | «Times Like These»               | 4:07         |
| 7.  | «Pray»                           | 4:18         |
| 8.  | «With Eyes Wide Shut»            | 2:54         |
| 9.  | «Wait For Tomorrow»              | 3:25         |
| 10. | «Black Rose Dying»               | 4:03         |
| 11. | «His Last Walk»                  | 10:31        |

## Участники записи
- Крейг Мэббит — основной вокал
- Джаред Варт — бас-гитара, дополнительный экстрим-вокал, клавишные
- Эрик Ламберт — соло-гитара
- Майк Фрисби — ритм-гитара
- Мэтт Трейнор — ударные